# Cíl (záměr)
Cíl nebo záměr je idea očekávaného budoucího výsledku, kterého chce dosáhnout jedinec či skupina osob, stručně koncový stav. Za účelem efektivnějšího dosažení nějakého cíle si lidé někdy stanovují tzv. uzávěrky (deadliny), tj. termíny, do kterých chtějí daného cíle dosáhnout. Kromě toho jsou někdy cíle děleny na dílčí cíle a mezikroky, které vymezují směr ke konečnému cíli, o jehož dosažení jedinec touží. Z geografického hlediska je cíl rovněž místem na mapě, do nějž se jedinec či skupina osob snaží dostat, někdy za užití dopravních prostředků. Snaha o dosažení nerealistických cílů může být příčinou ztráty motivace.